# Ножиці по металу

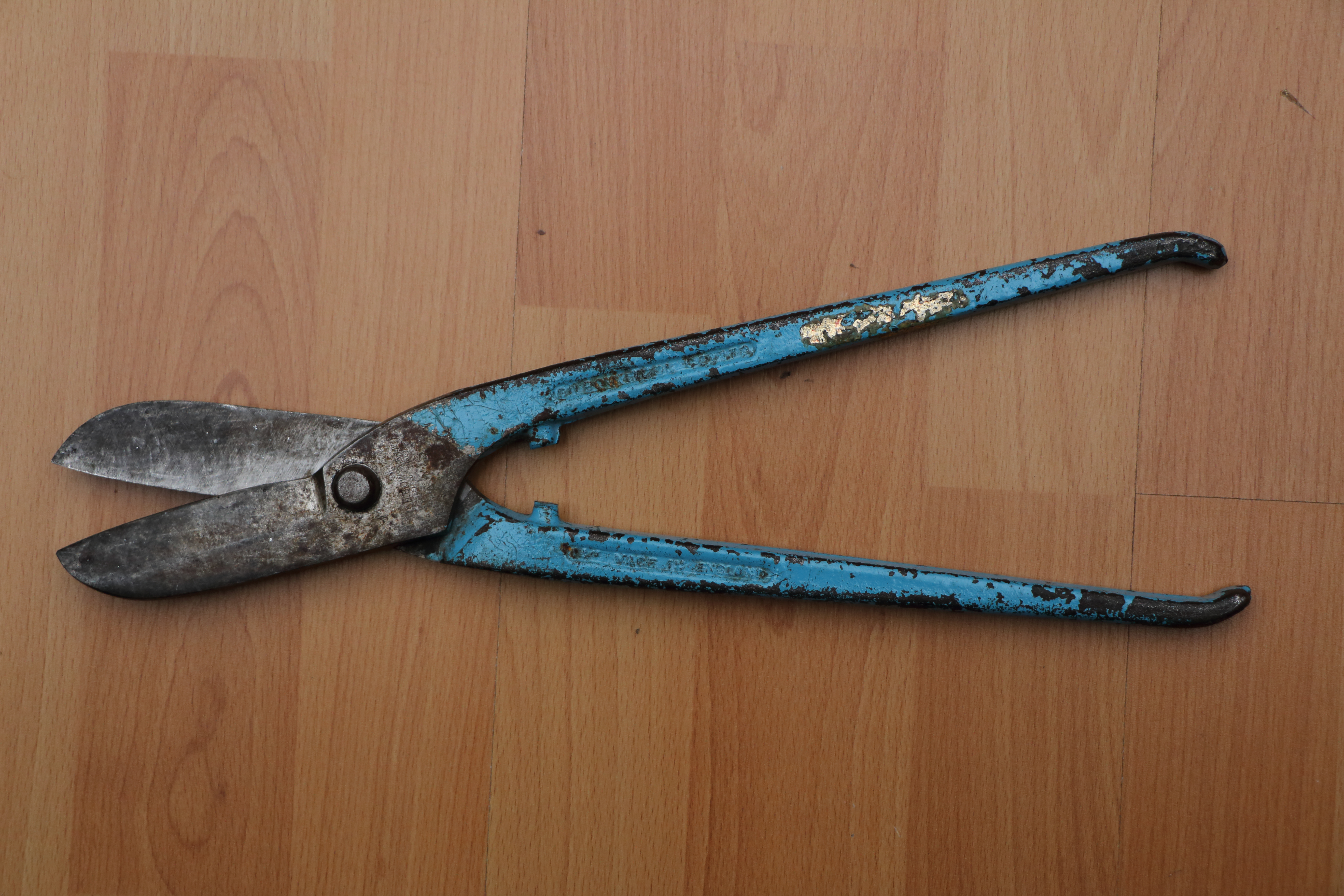
Бляхарські ножиці

Ножиці по металу — ручний інструмент для розрізання листового металу чи інших твердих листових матеріалів. Існують два типи ножиць по металу: ножиці для бляхи (бляхарські), аналогічні звичайним ножицям, і ножиці по металу комбінованої дії, що використовують комбіновану важільну систему для виграшу в силі.

## Типи

### Бляхарські ножиці
Ножиці для бляхи чи бляхарські — найпоширеніші. Мають довгі руків'я та короткі, зазвичай широкі леза. Виготовляються з високовуглецевої сталі методом ударного кування. Залежно від розміру лез, бляхарські ножиці можуть різати низьковуглецеву бляху холодного прокату товщиною від 0,6 мм до 1,5 мм. Довжина таких ножиць — від 18 до 36 см. Залежно від форми лез виділяють два основні різновиди бляхарських ножиць: з прямими лезами і «качкодзьоби». Перші підходять для прямого різання, також можуть справитися з невеликими кривими. Качкодзьоби мають звужені до кінців леза.
Інші різновиди бляхарських ножиць включають ножиці з кривими лезами для вирізання кругів і кривих та «яструбиний дзьоб» — для вирізання малих радіусів на вигнутих і увігнутих поверхнях (наприклад, трубах).

### Ножиці комбінованої дії

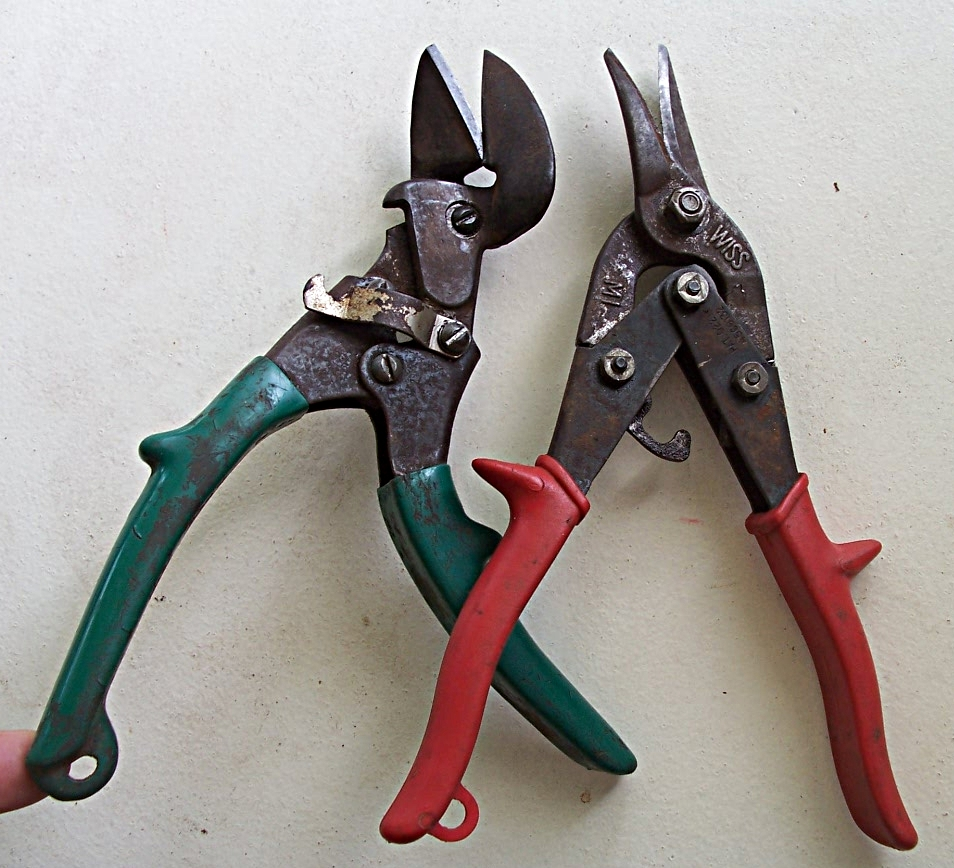
Праворізальні (із зеленим покриттям ручок) і ліворізальні (з червоним покриттям) ножиці комбінованої дії. Ножиці ліворуч мають зміщені леза.

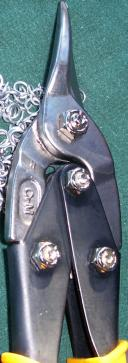
Ножиці комбінованої дії прямого різання

Ножиці комбінованої дії також відомі як «авіаційні», оскільки вони були розроблені для розрізання алюмінію в конструкціях повітряних суден. Ними можливо різання алюмінію товщиною до 1 мм, м'якої сталі товщиною до 0,6 мм, чи нержавної сталі товщиною до 0,4 мм. Ці ножиці здобули особливу популярність завдяки тому, що система в'язей збільшує зусилля без збільшення розмірів інструмента. Існують кілька різновидів таких ножиць: прямого, лівого і правого різання. Перші (часто з жовтим покриттям ручок) призначені для різання по прямій і слабковигнутих кривих; другі (часто з червоним покриттям ручок) можуть різати як по прямій, так і круті криві наліво; треті (часто із зеленим покриттям ручок) — ріжуть по прямій і крутих кривих направо. Необхідність спеціалізованих ножиць для кожного типу різання викликана тим, що метал жорсткий і важкий і нелегко зсувається з кривої лінії розрізу. Конструкція спеціалізованих ножиць здійснює зсув матеріалу у відповідний бік. Леза зазвичай роблять серейторними — для запобігання прослизанню матеріалу. Також є різновиди для вертикального і довгого різання. Перші мають леза, повернуті на 90° відносно ручок. Ця конструкція більш ергономічна і часто використовується у вузьких просторах. Ножиці для довгого різання мають довгі леза, що полегшує виконання довгих прямих розрізів. Вони частіше за все використовуються для розрізання вінілового чи алюмінієвого сайдингу.
Стандартні ножиці комбінованої дії розроблені для різання сталі чи м'якіших матеріалів, хоча ними можна різати також і неіржавну сталь. Для різання твердіших матеріалів, таких як інконель чи титан, використовують особливо тверді ножиці. Вони аналогічні стандартним і зміщеним авіаційним ножицям, але мають леза, піддані особливій термічній обробці.

### Ножиці-труборізи
Ножиці-труборізи, також відомі як ножиці подвійного різання, є різновидом ножиць комбінованої дії. Вони використовуються для різання труб (наприклад, випускної системи) по довжині. Губки таких ножиць складаються з трьох частин з двома бічними лезами, що пересуваються назустріч центральному лезу. Це утворює смужку металу шириною 4,4 мм, що звивається догори по лінії різання. Для виграшу в силі використовується система комбінованих важелів.